# France Pibernik
France Pibernik (Suhadole, 2 settembre 1928 – Kranj, 21 aprile 2021) è stato un poeta, scrittore, saggista e storico della letteratura sloveno.

## Biografia
France Pibernik nacque da una famiglia contadina; la sua formazione scolastica avvenne negli ultimi anni del Regno di Jugoslavia, durante la guerra e nel primo decennio post-bellico: conseguì la maturità al liceo di Kranj e si laureò a Lubiana nel 1955 alla facoltà di slavistica. Lavorò come insegnante per qualche anno nella scuola media di Dobrovo pri Brdih (sul confine italiano) e dal 1958 al 1990 insegnò lingua e letteratura slovena presso il liceo di Kranj.
Pibernik è stato poeta, saggista, storico della letteratura e curatore di antologie con una vasta produzione che spazia dalla storia dell’arte alla pubblicistica, dalla traduzione all’avanguardia, dall’estetica al dramma. Confermano questa sua instancabile attività opere come “Med tradicijo in modernizom” (Fra tradizione e modernità), “Med tradicijo in avantgardo” (Fra tradizione ed avanguardia), che raccolgono la sua corrispondenza con molti poeti del Novecento, e “Čas romana” (Il tempo del romanzo), testimonianza del suo diretto rapporto con molti prosatori. A queste fondamentali testimonianze va aggiunto “Razmerja v slovenski sodobni dramatiki” (Ragguagli sul dramma sloveno contemporaneo), a conferma del suo interesse per le fondamentali correnti dell’espressione letteraria contemporanea. Tuttavia la sua attenzione è concentrata soprattutto sulla vita e sull’opera di autori proibiti o censurati dal regime comunista per ragioni ideologiche e politiche. Appartengono a questo settore della sua attività la pubblicazione della monografia “Temni zaliv Franceta Balantiča” (Il golfo buio di France Balantič) (1990), le antologie “Jutro pozabljenih” (Il mattino dei dimenticati) (1991), “Izbrane pesmi Franceta Balantiča. Tihi glas piščali” (Poesie scelte di France Balantič. La voce silenziosa del flauto) (1991), “Izbrane pesmi Ivana Hribovška. Himna večeru” (Poesie scelte di Ivan Hribovšek. Inno alla sera) (1993), e i due saggi “Slovenski dunajski krog 1941-45” (Il circolo sloveno di Vienna 1941-45) (1991), “Karel Mauser: življenje in delo” (Karel Mauser: la vita e l’opera) (1993). L’approfondimento di questo settore inesplorato della letteratura slovena è confermato inoltre da titoli come “Izbrana proza Franceta Kunstlja. Luč na mojem pragu” (Prose scelte di France Kunstelj. La luce sulla mia soglia) (1994), “Kratka proza in nedokončan roman Ludveta Potokarja. Onstran samote” (La prosa breve e un romanzo incompiuto di Ludve Potokar. Oltre la solitudine) (1995), “Izbrana proza Toneta Polda. Moja Krnica” (Prose scelte di Tone Polda. La mia Krnica) (1996) e “Janez Jalen: življenska in pisateljska pot” (Janez Jalen: itinerario esistenziale ed artistico) (2003). 
Ma l’eccezionale area della ricerca specialistica di Pibernik si estende anche alla creatività letteraria slovena del dopo-guerra costretta dalla diaspora in Argentina o altrove, e comunque oltre i confini della Slovenia metropolitana. Per primo egli ha a viso aperto affrontato gli spinosi rapporti politico-sociali dei protagonisti della diaspora attraverso la ricerca e l’interpretazione delle loro opere, dimostrando come essi effettivamente appartengano al comune spazio della letteratura nazionale. I risultati di questa ricerca sono sintetizzati nell’opera “Beseda čez ocean: antologija slovenske zdomske poezije" (La parola che attraversa l'oceano: antologia della poesia slovena della diaspora) (2002). Inoltre la padronanza della letteratura nazionale e la profondità interpretativa pibernikiana sono ulteriormente confermate dalla scelta antologica "Slovenska duhovna pesem: od Prešerna do danes" (La spiritualità poetica slovena: da Prešeren ad oggi) (2001). 
Nella sua feconda attività di ricercatore ha dedicato tre opere alla sua città di adozione: “Kranj” (1993), “Kranj, mesto na pomolu” (Kranj, vista dal balcone) (2000), “Kranjska knjiga: pesmi, zgodbe, pričevanja” (Kranj nella letteratura: poesie, racconti e testimonianze). Egli ha inoltre collaborato attivamente alle pubblicazioni su questa cittadina di provincia e alla stampa del libro “Prešernova pot v svetu” (Il cammino di Prešeren nel mondo) e dell’edizione della lirica prešerniana in otto lingue. Il professor Pibernik si è inoltre impegnato come curatore dell’opera omnia dei classici sloveni patrocinata SAZU (Slovenska Akademija Znanosti in Umetnosti, Accademia slovena delle scienze e delle arti). Da questa approfondita e paziente ricerca sono scaturite voluminose pubblicazioni sull’opera di importanti poeti come France Balantič (2008), Ivan Hribovšek (2010), Anton Vodnik (2012), Karel Vladimir Truhlar (2016) e Jože Udovič (2016).
Con la sua attività educativa al liceo  di Kranj egli ha inoltre indicato a due generazioni di studenti la bellezza della lingua slovena e l’importanza della letteratura per la sopravvivenza della nazione. La basilare importanza della sua ricerca da un lato ci ha rivelato i poeti sloveni censurati e da un altro ha allargato lo spazio culturale sloveno, squarciando senza reticenze il velo sulla diaspora, mentre il suo punto di vista sulla dimensione temporale e le differenze sociali è evidenziato nei libri a sfondo autobiografico “Moj brat Avguštin” (Mio fratello Agostino) (2002), “Začudene oči otroštva” (Gli occhi stupiti dell’infanzia) (2008) e “Drobci zamolkega časa” (Briciole di tempo zittito) (2014). Nell’arco di un quarantennio il Pibernik ha dimostrato infine di essere un fine poeta lirico, che partendo da iniziali moduli neoromantici si è poi misurato coi più complessi esiti della modernità contemporanea europea. Frutto di un profondo travaglio interiore e di una laboriosa ricerca formale sono sette raccolte di liriche: “Bregovi ulice” (I cigli della via) (1960), “Ravnina” (Pianura) (1968), “Razlage” (Chiarimenti) (1973), “September” (Settembre), “Odzvok – pesmi v prozi” (Eco – poesie in prosa) (1979), “Ajdova znamenja - izbor” (I simboli del gransaraceno – selezione) (1993) e “Svetloba timjan” (Lo splendore del timo).

## Opere

### Saggistica e storiografia letteraria
- Med tradicijo in modernizmom (Fra tradizione e modernità), 1978 (COBISS)
- Med modernizmom in avantgardo (Fra modernismo ed avanguardia), 1981 (COBISS)
- Čas romana (Il tempo del Romanzo), 1983 (COBISS)
- Slovenski dunajski krog 1941–1945 (Il circolo sloveno di Vienna 1941-45), 1991 (COBISS)
- Razmerja v sodobni slovenski dramatiki (Ragguagli sul dramma sloveno contemporaneo), 1992 (COBISS)

### Monografie
- Temni zaliv Franceta Balantiča (Il golfo cupo di France Balantič), 1989-1990 (COBISS)
- Karel Mauser: Življenje in delo (Karel Mauser: vita ed opera), 1993 (COBISS)
- Jože Udovič: Ogledalo sanj (Jože Udovič:lo specchio dei sogni), 1996 (COBISS)
- Janez Jalen: življenjska in pisateljska pot (Janez Jalen: itinerario esistenziale ed artistico), 2003 (COBISS)
- Vladimir Truhlar: Monografija, 2016 (COBISS)

### Antologie
- Jutro pozabljenih (Il mattino dei dimenticati), 1991 (COBISS)
- Izbrane pesmi Franceta Balantiča. Tihi glas piščali (Poesie scelte di France Balantič. La voce silenziosa del flauto), 1991 (COBISS)
- Izbrane pesmi Ivana Hribovška. Himna večeru (Poesie scelte di Ivan Hribovšek. L'inno alla sera), 1993 (COBISS)
- Izbrana proza Franceta Kunstlja. Luč na mojem pragu (Prosa scelta di France Kunstelj. La luce sulla mia soglia), 1994 (COBISS)
- Kratka proza in nedokončan roman Ludveta Potokarja. Onstran samote (La prosa breve e un romanzo incompiuto di Ludve Potokar. Oltre la solitudine), 1995 (COBISS)
- Izbrana proza Toneta Polda. Moja Krnica (Prosa scelta di Tone Polda. La mia Krnica), 1996 (COBISS)
- Beseda čez ocean: Antologija slovenske zdomske poezije (La parola che attraversa l'oceano: antologia della poesia slovena della diaspora), 2002 (COBISS)
- Slovenska duhovna pesem: Od Prešerna do danes (La spiritualità poetica slovena: da Prešeren ad oggi), 2001 (COBISS)
- Vladimir Truhlar. Temni karmin (Vladimir Truhlar. Il carminio cupo), 2007 (COBISS)

### Libri autobiografici
- Moj brat Avguštin (Mio fratello Agostino) (2002)
- Začudene oči otroštva (Gli occhi stupiti dell’infanzia) (2008)
- Drobci zamolkega časa (Briciole di tempo zittito) (2014)

### Raccolte poetiche
- Bregovi ulice (I cigli della via), 1960 (COBISS)
- Ravnina (Pianura), 1968 (COBISS)
- Razlage (Chiarimenti), 1973 (COBISS)
- September (Settembre), 1974 (COBISS)
- Odzvok – pesmi v prozi (Eco – poesie in prosa), 1979 (COBISS)
- Ajdova znamenja – izbor (I simboli del gransaraceno-selezione/raccolta), 1993 (COBISS)
- Svetloba timijan (Lo splendore del timo), 2000 (COBISS)